# The Hart Foundation
The Hart Foundation fue un tag team de lucha libre formado en 1985 por Bret "The Hitman" Hart y Jim "The Anvil" Neidhart, con "Mouth of the South" Jimmy Hart como mánager, que luchó para la World Wrestling Federation (WWF). Lograron ganar en 2 ocasiones el WWF World Tag Team Championship. Se separaron en 1991. En el año 2019 fueron introducidos en el WWE Hall of Fame.

## Historia

### Formación (1985-1986)
The Hart Foundation se formó como un equipo en el año 1985, formado por Bret "The Hitman" Hart y Jim "The Anvil" Neidhart, gestionados por "Mouth of the South" Jimmy Hart, comenzaron como heels y eran presentados como "los miembros de Hart Foundation".
Su primera aparición en un evento fue en el PPV Wrestlemania II, en 1986, como participantes en una Royal Battle de 20 hombres, que también incluyó a estrellas de la NFL. Fueron los dos últimos hombres que quedaron con André The Giant.
Los Hart obtuvieron mejor condición en una lucha frente a The Killer Bees (Jim Brunzell y B. Brian Blair) en "Saturday Night's Main Event" donde a pesar de su buen rendimiento, perdieron. Los Hart y The Killer Bees continuaron con su feudo la mayor parte de 1986.

### Carrera
Como se ha indicado con anterioridad, The Hart Foundation comenzó cuando Jim Neidhart, ya gestionado por el mánager Jimmy Hart, se unió con Bret Hart (su cuñado) para formar un equipo heel. El nombre The Hart Foundation ya había sido pensado por Jimmy Hart, y se debió a que el apellido de ambos luchadores y del mánager eran similares.
Según Bret Hart el equipo se originó después de que él mismo rechazara continuar con su personaje "The Cowboy" Bret Hart alegando que no era de su gusto. Luego le dijo a los administradores de la WWF que el prefería unirse a Jim Neidhart. La administración primero se rio de su idea, alegando que no era apropiado tener a un Bret Hart rudo, pero meses más tarde, dado que este estaba a punto de salir de la empresa, se le dio lo que quería: se le permitió ser heel y unirse a Jim Neidhart y Jimmy Hart para formar la fundación.
The Hart Foundation es considerado como uno de los mejores equipos de los años 80, protagonizando grandes luchas contra los mejores equipos de la empresa, como por ejemplo British Bulldogs, The Rockers, Demolition y The Nasty Boys. Y, también, por poseer, aparte de innovación, estilos respectivos y complementarios de lucha: Jim Neidhart era un luchador Brawler, uno que utilizaba la potencia y la fuerza dentro del cuadrilatero. Bret Hart en cambio, era ágil y técnico, que utilizaba la psicología en el ring. Esta característica y singularidad de la Hart Foundation les sirvió para tener éxito. Ganaron dos veces el WWF World Tag Team Championship (1987 y 1990), el segundo de ellos, en un combate memorable frente a Demolition.
Poco tiempo después de perder el título de WWF World Tag Team Championship (en su segundo reinado) frente a The Nasty Boys en 1991, los Hart se separaron. La carrera en solitario de Bret Hart estuvo llena de grandes éxitos, mientras que, por el contrario, Jim Neidhart pasó casi al ostracismo absoluto dentro de la WWF.

## En lucha
- Double-team finishing moves
  - Hart Attack
- Nicknames
  - "The Pink and Black Attack"
- Entrance themes
  - "Hart Beat" by Jimmy Hart and J.J. Maguire (WWF) 1988–1991

## Campeonatos y logros
- Pro Wrestling Illustrated
  - PWI ranked #37 of "The 100 Best Tag Teams" of the PWI Years in 2003[1]
- World Wrestling Federation/WWE
  - WWF World Tag Team Championship (2 veces)[2]
    - 1987 frente a The British Bulldogs
    - 1990 frente a Demolition

  - WWE Hall of Fame (2019)